# Estação Carlito Benevides
A Estação Carlito Benevides é uma estação Terminal da Linha Sul do metrô de Fortaleza. Localiza na rua 17, entre as ruas Sete e Seis, numero 1, no bairro Bom Futuro/Vila das Flores no município de Pacatuba, sendo a única estação a atender esse município da região metropolitana de Fortaleza.
O nome da estação homenageia o deputado estadual integralista Carlito Benevides, eleito pela Liga Eleitoral Católica (LEC) e pela Legião Cearense do Trabalho (LCT) durante a Era Vargas. 

## Histórico
A estação foi inaugurada no dia 15 de junho de 2012, na primeira fase da linha sul entre a estação Parangaba e Carlito Benevides. No dia 1 de outubro de 2014 as bilheterias e bloqueios da estação funcionaram pela primeira vez durante o inicio a fase comercial.

## Características
Estação de superfície, com plataforma central, estruturas em concreto aparente, mapas de localização, sistemas de sonorização, além de possuir acessos, piso tátil e elevadores para pessoas portadoras de deficiência. Sua estrutura foge do padrão estabelecido para a maioria das estações de superfície da linha sul, tendo esta um nível superior a plataforma onde se localizam os bloqueios e as bilheterias. Característica essa somente encontrada, além dela mesma, na estação Rachel de Queiroz e na então em construção estação Padre Cícero.

### Acessos
O acesso a estação pode ser feito por meio de rampas localizadas em ambos os lados da estação, ambas levam o usuário ao nível de bloqueios onde também se localização as bilheterias e ao CCO local da estação. Após passar pelos bloqueios o usuário pode descer a plataforma por meio de dois pares de escadarias ou por um elevador presente.

### Acessibilidade
A estação dispõe de rampas, elevador, piso tátil, mapa tátil e avisos sonoros que garantem acesso e boa utilização do Metrô de Fortaleza a todos os cidadãos, incluindo aqueles que possuem alguma deficiência ou estão com mobilidade reduzida por qualquer razão. Além disso, as equipes presentes na estação, compostas por agentes de estação e vigilantes, recebem treinamento especializado para ajudar no embarque e desembarque desses passageiros, e estão sempre atentos para oferecer ajuda a quem necessitar.
É também garantido gratuidade às pessoas com deficiência que estejam dentro dos critérios legais para usufruir deste benefício. Para isso, é necessário apresentar, na estação, o Cartão Gratuidade Pessoa com Deficiência, emitido pela Empresa de Transporte Urbano de Fortaleza – Etufor.